# Abbaye d'Ettenheimmünster
L'abbaye d'Ettenheimmünster est une ancienne abbaye bénédictine à Ettenheim, dans le Land de Bade-Wurtemberg et l'archidiocèse de Fribourg-en-Brisgau, en Allemagne.

## Histoire
Selon la légende, l'abbaye serait fondée par Landelin, un moine irlandais qui aurait été assassiné vers 640 par un chasseur païen. Selon la légende, à la place du martyre, il y aurait cinq sources. 
Le futur évêque de Strasbourg, Widegern, construit vers 728 une église et un petit monastère appelé Monachorum Cella, qui s'effondrent cependant pour des raisons économiques. Pendant l'épiscopat de son successeur Heddo, le monastère est reconstruit au même endroit et doté des propriétés, dont des terres, des vignes, des maisons et des serfs à Rouffach en Alsace. Ces biens à Rouffach sont nommés le praedium sancti Landelini, le bien Saint Landelin. Aujourd'hui les vignes sont connues sous le nom de Clos Saint Landelin. 
Les archives du début de l'histoire monastique, y compris le prétendu "testament" de Heddo en 762 et la démarcation des abbayes d'Ettenheimmünster et de Waldkirch de 926, sont considérées par la recherche comme des contrefaçons datant de l'époque de la querelle des Investitures (entre 1111 et 1125). Ces documents sont aujourd'hui perdus.
Les documents les plus anciens datent du début du XIIe siècle. À l'époque, l'abbaye dépend du diocèse de Strasbourg, avec lequel elle se heurte à de constants affrontements. Les évêques de Strasbourg attribuent le Vogt du monastère aux seigneurs de Geroldseck, avec lesquels il y a des disputes au cours des siècles. En 1440, ils dévastent l'abbaye. Puis vient la guerre des Paysans allemands en 1525. Alors que la confession d'Augsbourg devient la religion dominante, l'abbaye demeure. À la suite du schisme épiscopal de Strasbourg de 1592, le monastère est confié à l'évêque protestant Jean-Georges de Jägerndorf. Pendant la guerre de Trente Ans, le monastère est occupé par les troupes suédoises. Les moines sont entre-temps hébergés dans d'autres monastères. Après la mort de Jakob von Geroldseck 1634, le vogt revient au diocèse de Strasbourg. En raison des conséquences de la guerre de Trente Ans, l'abbaye est confrontée à une ruine économique et également endommagée lors des guerres du XVIIe siècle, puis abandonnée par les moines à partir de 1676 pendant trois ans. Non loin de l'abbaye bénédictine est fondée en 1687 sous l'abbé Maurus Geiger une église de pèlerinage, considérée aujourd'hui comme l'un des plus beaux édifices sacrés baroques du Rhin Supérieur. Aujourd'hui, cette église est l'église paroissiale.
Après la fin de la guerre de Succession d'Espagne, l'abbé Johann Baptist Eck confie la reconstruction de l'abbaye à partir de 1718 au maître d'œuvre Peter Thumb. Le monastère a une riche bibliothèque, dont les collections se trouvent aujourd'hui principalement dans la Badische Landesbibliothek, et est aussi un lieu de musique.
Au moment de la Révolution française, en 1790, l'évêque de Strasbourg, le cardinal Louis-René de Rohan, s'enfuit à travers le Rhin et se réfugie dans le monastère jusqu'à ce qu'il puisse occuper son siège dans le bâtiment du bureau épiscopal aménagé pour lui à Ettenheim (mais il échoue à rétablir le diocèse). L'abbaye se situe alors dans la principauté épiscopale de Strasbourg.
En 1803, le monastère, dans lequel vivent encore 28 moines à côté de l'abbé, est sécularisé par l'Électorat de Bade, formé à la suite des guerres napoléoniennes. Le monastère est vendu en 1804 à des propriétaires privés. Le précieux inventaire de l'église, y compris l'orgue de Silbermann, est transféré à l'église de pèlerinage de Saint-Landelin. Il est d'abord un hôpital militaire pendant les guerres napoléoniennes. Le bâtiment du monastère sert de fabrique de chicorée puis de tabac. Finalement il est vendu pour la démolition. En 1860, le clocher de l'église est démoli, ne laissant que l'enceinte du monastère. On peut la voir aujourd'hui à l'est de la maison de retraite Sainte-Marie.